# Fetițele Powerpuff: Filmul
Fetițele Powerpuff: Filmul (sau simplu intitulat Fetițele Powerpuff) este un film de acțiune-comedie american din 2002 bazat pe desenul animat Cartoon Network cu același nume. Produs de Cartoon Network Studios pentru Warner Bros. și Cartoon Network, filmul a debutat în Statele Unite pe 3 iulie 2002. Este un prequel al serialului, spunând povestea de origine cum Fetițele Powerpuff au fost create și au devenit eroii orașului Townsville. A fost primul film teatral Hanna-Barbera/Cartoon Network Studios dela Once Upon a Forest din 1993, și este primul film bazat pe un serial Cartoon Network realizat teatral. În teatre, un scurt-metraj din Laboratorul lui Dexter intitulat "Chicken Scratch" ("Varicelă") a fost arătat înaintea filmului.
În România, filmul a fost arătat pe Pro Cinema cu subtitrări în limba română.

## Rezumat
Profesorul Utonium face un experiment în laboratorul său și Jojo, o maimuță dresată să-l ajute, sparge din greșeală o sticluță în care se află Elementul X, o substanță ce conține zahăr, mirodenii și tot ce e dulce. Spre surprinderea profesorului, din acea substanță își fac apariția trei fete micuțe: inteligenta Blossom, blonduța Bubbles și simpatica Buttercup. Utonium își dă seama că cele trei au puteri supranaturale și speră ca acestea să poată îmbunătăți viața din micul oraș Townsville.

## Legături externe
- Fetițele Powerpuff: Filmul la Internet Movie Database
- Fetițele Powerpuff: Filmul la Box Office Mojo
- Fetițele Powerpuff: Filmul la Rotten Tomatoes